# Xanthosoma caulotuberculatum
Xanthosoma caulotuberculatum är en kallaväxtart som beskrevs av George Sydney Bunting. Xanthosoma caulotuberculatum ingår i släktet Xanthosoma och familjen kallaväxter. Inga underarter finns listade.